# 毛泡花树
毛泡花树（学名：Meliosma velutina）为清风藤科泡花树属下的一个种。